# Rene Naufahu
Rene Naufahu (nacido en mayo de 1970) es un actor, guionista y director neozelandés.

## Carrera
Naufahu es conocido por ser miembro del elenco original de la serie neozelandesa Shortland Street, interpretando al paramédico Sam Aleni durante los primeros cuatro años del programa. En Estados Unidos, es mejor conocido por interpretar a varios personajes de la franquicia Power Rangers, como el Emperador Grumm de Power Rangers S.P.D. y el Mentor Ji de Power Rangers Samurai y Power Rangers Super Samurai.
En 2006, en los Air New Zealand Screen Awards, ganó el premio a la Mejor Actuación de un Actor de Reparto como Erasmus, en la película No. 2 de Toa Fraser. La película ganó el Premio del Público, Cine Mundial - Dramático, después de proyecciones con entradas agotadas en el Festival de Cine de Sundance de 2006.
En 2005, coescribió el drama televisivo The Market con Brett Ihaka y Matthew Grainger. También fue uno de los directores del programa, junto a Damon Fepulea'i y Geoff Cawthorn.
Asistió al programa de desarrollo de guiones del Binger Institute, con sede en Ámsterdam, en 2003.
El primer largometraje de Naufahu como director fue el thriller policial The Last Saint, que comenzó a rodarse en septiembre de 2013.

## Antecedentes penales
El 1 de septiembre de 2017, Naufahu se declaró culpable en el Tribunal de Distrito de Auckland por seis cargos de agresión indecente. Los cargos estaban relacionados con seis mujeres que asistieron a clases privadas de actuación impartidas por Naufahu en Auckland entre 2011 y 2013. En enero de 2018 fue condenado a un año de prisión domiciliaria. Naufahu tenía una condena anterior por agresión común y daños intencionales derivados de un altercado en un bar de Christchurch en 2001, por lo que el tribunal le impuso una multa.

## Filmografía

### Películas
| Año  | Título                                                               | Papel                         | Notas                  |
| ---- | -------------------------------------------------------------------- | ----------------------------- | ---------------------- |
| 2011 | Power Rangers Samurai: Clash of the Red Rangers The Movie            | Mentor Ji                     | Película de televisión |
| 2012 | Power Rangers Super Samurai: Especial de Halloween: Dulce o monstruo | Mentor Ji                     | Película de televisión |
| 2006 | No. 2                                                                | Erasmus                       |                        |
| 2003 | The Matrix Revolutions                                               | Operador de la puerta de Zion |                        |
| 2003 | The Matrix Reloaded                                                  | Operador de la puerta de Zion |                        |

### Televisión
| Año           | Título                           | Papel                | Notas                                                   |
| ------------- | -------------------------------- | -------------------- | ------------------------------------------------------- |
| 1992-96, 2014 | Shortland Street                 | Paramédico Sam Aleni |                                                         |
| 1997          | Hercules: The Legendary Journeys | Adamus               | The Lady and the Dragon                                 |
| 1998          | All Saints                       | Gary Headley         | "The Hard Yards"                                        |
| 1998          | Water Rats                       | Tony Rock            | Episodio 3x20 ”Diminished Responsibility”               |
| 1998-2000     | Tales of the South Seas          | Mauriri Lepau        |                                                         |
| 2000          | Beastmaster                      | Mataffa              | "Tears of the Sea"                                      |
| 2003          | Always Greener                   | Nathan Little        | "Flesh for Fantasy", "The Always Greener Variety Hour". |
| 2005          | Power Rangers S.P.D.             | Emperador Gruumm     |                                                         |
| 2011-12       | Power Rangers Samurai            | Mentor Ji            |                                                         |
| 2014          | Power Rangers Super Megaforce    | Mentor Ji            | "Samurai Surprise"                                      |